# Johan Pitka
Johan Pitka (ur. 19 lutego 1872 w Jalgsemie, region Järvamaa, zm. prawdop. 1944) – estoński wojskowy, kontradmirał, organizator estońskich sił zbrojnych i floty w okresie estońskiej wojny o niepodległość.

## Życiorys
Pochodził z rodziny chłopskiej. Po ukończeniu nauki w szkołach morskich był marynarzem. W latach 1889–1907 pływał na statkach handlowych różnych państw, od 1895 r. jako kapitan. Prowadził własną firmę utrzymującą statki handlowe najpierw w Liverpoolu, a od 1911 r. w Tallinnie (przedsiębiorstwo Joh. Pitka i Ko.).
W kwietniu 1917 r. wspólnie z Konstantinem Pätsem stanął na czele Estońskiego Biura Wojskowego. Zajmowało się ono tworzeniem estońskich narodowych jednostek wojskowych po tym, gdy rosyjski Rząd Tymczasowy zgodził się nadać guberni estońskiej autonomię.
23 lutego 1918 r. Rada Starszych gubernialnego Estońskiego Sejmu Krajowego (est. Maapäev) ogłosiła niepodległość Estonii. W większości miast dawnej guberni estońskiej przejmowanie władzy przez estońskich działaczy narodowych odbyło się bez sprzeciwu. Estońskim urzędnikom towarzyszyły zbrojne jednostki narodowe (Omakaitse), tworzone przez Pitkę. Osobiście opłacał on zakup uzbrojenia i żołd dla części oddziałów. Jedynie w Tallinnie doszło do walk estońsko-bolszewickich. Oddziałami estońskimi, które przejęły z rąk bolszewików kontrolę nad miastem, dowodził osobiście Pitka.   
Przewidując, iż Niemcy nie utrzymają się na ziemiach estońskich, a Rosja radziecka po ich odejściu spróbuje opanować terytorium dawnej guberni estońskiej, latem 1918 r. Johan Pitka wspólnie z Andresem Larką i Ernstem Põdderem zaczął tworzyć na bazie Omakaitse Ligę Obrony (Kaitseliit), zaczątek regularnych sił zbrojnych Estonii. W ten sposób w momencie wkroczenia Armii Czerwonej do Estonii, co nastąpiło po odejściu Niemców w listopadzie 1918 r., wojska estońskie liczyły 14 500 żołnierzy (w lutym 1919 r. - 30 tys.). Podczas wojny o niepodległość Estonii Pitka organizował od podstaw także estońską marynarkę wojenną i estońskie pociągi pancerne. W listopadzie 1918 r. dowodził estońskim desantem pod Utrią, zaś w końcu roku został mianowany głównodowodzącym całej armii estońskiej. We wrześniu 1919 r. otrzymał stopień kontradmirała.  
W latach 1919–1920 był deputowanym do estońskiego Zgromadzenia Ustawodawczego z listy Partii Ludowej. W latach 1920–1924 kierował Związkiem Straży, organizacją walczącą z korupcją w młodym państwie estońskim, wydawał również pisma Eesti i Valve. W 1923 r. utworzył Partię Narodowo-Liberalną, która nie odniosła sukcesu wyborczego. Wycofał się wówczas z życia politycznego, wyjechał z Estonii i w latach 1924–1930 był farmerem w Kanadzie. W 1930 r. wrócił do kraju i do 1932 r. działał w związku wabsów. W 1937 r. zasiadał w Zgromadzeniu Narodowym.
Po aneksji Estonii przez ZSRR zdołał w 1941 r. uniknąć masowych deportacji na Syberię. Następnie zbiegł do Finlandii, gdzie pozostał przez cały okres niemieckiej okupacji kraju. Kontynuował działalność polityczną, współtworząc Biuro Estońskie, które dążyło do odbudowy po wojnie niepodległej Estonii. Pitka miał nadzieję, że będzie to możliwe dzięki wsparciu zachodnich aliantów.
Powrócił do Estonii w 1944 r. na czele grupy estońskich żołnierzy-ochotników. W lipcu tego roku przyjął propozycję niemieckiego gen. Antona Grassera, by stworzyć siatkę dywersyjno-partyzancką na bazie Omakaitse, która działałaby na terytorium Estonii po opanowaniu go przez nadchodzącą Armię Czerwoną. W sierpniu 1944 r. w Tallinnie rozpoczął tworzenie estońskiej grupy nazwanej Grupą Bojową Admirała Pitki, która z założenia miała liczyć 600 mężczyzn. We wrześniu tego roku wziął udział w próbie powołania rządu niepodległej Estonii w momencie wycofywania się Niemców z Tallinna, a przed wkroczeniem Armii Czerwonej. Rozpoczął przygotowania do obrony miasta, jednak przebywający nadal w mieście Niemcy uniemożliwiali tworzenie oddziałów estońskich, a obrona miasta przed przeważającymi siłami radzieckimi była niemożliwa. Po opuszczeniu Tallinna wzywał do prowadzenia dalszej partyzanckiej walki z Sowietami. Krótko potem został aresztowany przez NKWD w niejasnych okolicznościach. Według innego źródła zginął we wrześniu 1944 r.